# 戸山為夫
戸山 為夫（とやま ためお、1932年1月5日 - 1993年5月29日）は、京都府久世郡淀町（現・京都市伏見区淀）出身の元騎手（国営競馬、日本中央競馬会（JRA））、元調教師（日本中央競馬会）。徹底したハードトレーニングで競走馬を鍛えた調教師として知られる。義父に岡野初蔵。

## 経歴

### 少年時代～騎手時代
祖父は彦根藩士から転じて農業銀行を経営していたが、銀行は父（仙台生まれ）の代に頓挫し、株の外交員となるも戦争で取引所が無くなり、失業していた。十二人兄弟の間に生まれ、上の兄二人は結核で、弟一人は栄養失調で亡くなっている。実家が淀にあり、京都競馬場に近く、少年時代から頻繁に同競馬場内に立ち寄り、場内で当時見習騎手だった小林稔（のちの調教師）に誘われて馬に乗ったのをきっかけに騎手を志した。一年の内、三分の一は休み、六年生の頃は結核性肋膜炎(胸膜炎)に冒される虚弱児だった。これまで困窮生活を送ったことで母に「サラリーマンになってくれ」と言われて「騎手になりたい」とは言えなかったがその母が高校一年の時に急逝。父や兄達に反対されるも、およそ20年後にタニノハローモアでダービーを獲った時には和解しており心から喜んでくれるも一年後に父は世を去った。
京都市立四條商業高等学校（廃校）在学当時から近所に住んでいた縁もあって武平三騎手の内弟子となり、高校卒業後の1949年に高橋直三厩舎で騎手候補生となる。
1950年、庄野穂積騎手の「武平三さんが師匠では修行にならん。隣のオジサンだから君に甘えがある。師弟というのはもっと厳しい関係でなければならない」と助言と紹介により坂口正二厩舎へ移籍。
1952年7月に騎手免許取得。初勝利は翌月の札幌競馬場にてアラブ馬のハヤワタリ（旧4歳）。別の騎手が乗る予定だったが「どうせ駄目だから、お前が乗れ」と回されたこの馬は、重馬場が苦手で前日に雨が降ったことで勝つ見込みが無くなり、人気は7頭立ての5番人気だった。しかし、当日は晴天で風が出てきて馬場が乾き、当時の札幌競馬場はダートだったから乾くのが早くこれにより五馬身差の勝利を収めた。障害競走を中心に騎乗し、アラブ大障害を3度制覇した。

### 調教師転向
騎手としては身長が高く減量に苦しんだこともあって、若くして調教師転向を決意。開業前に馬主の伝手は無かったが、近所の女性からの紹介で後に義父となる岡野初蔵と出会う。彼は戦前からの競馬ファンで京都の料亭経営者で、所有馬は常に一頭のみでその馬に愛情を注ぐ人物だった。さらに岡野の紹介で会った谷水信夫は練習量を増やすべきという戸山の考えに同意し四頭を預ける。移動に際して、谷水の頑固さと遠慮無く口を出す性格で煙たがられていたので問題は無かった。
1964年3月1日に調教師免許を取得して京都競馬場に厩舎を開業し同年3月22日管理馬初出走（ヨシミ7着）、同年5月31日にイエロラツキで初勝利（延べ17頭目）。
開業当時は厩舎の管理馬房数に制限がなく、高額な馬は有力な厩舎が独占する傾向が強く、戸山の馬を売り込む時にリスクをしっかり説明して承知の上で買ってもらうという方針により、多くのスポンサーを得られず、
安価で頑丈な馬の確保とインターバルトレーニングで鍛えることで対抗しようするも、乗り役が戸山と鶴留明雄の二人だけで増員する経済的余裕も無く、目標とする二倍の練習量までできず、当時は珍しい持ち乗り制を導入する。
これは体が大きくて騎手になれない人や騎乗依頼の回ってこない人の受け皿となる利点があるも、従業員からみれば労働時間の増加や担当馬によって年収の差が出るという欠点もあり、新規採用時にはっきりと説明して問題が起こらないよう努め、厩務作業は高価で寝藁干しは管理に手のかかる藁から管理が楽で使い捨てのウッドチップに、牧草は長いまま与えることで細かく切る手間や草の組織が崩れず栄養価を低下させないなどできるだけ合理化を図った。
1967年10月15日にアトラスで第2回北九州記念を勝ち初重賞勝利をあげる。1968年7月7日には第35回東京優駿（日本ダービー）をタニノハローモアで初制覇。
タニノハローモアのダービー制覇は、開設したての肥沃な土壌や質の良い肥沃な飼料と広いスペースなど必要なものを揃えた馬主の谷水の功績で感激もあったがあっけないように感じていた。
馬にかける負荷を強めることは、後述のように故障の危険性を高めることでもあり、多くの馬を故障させつつ試行錯誤を繰り返した。また、馬が安価であってもトレーニングにかかる経費は安価ではなく、同じ思想の持ち主（スパルタ教育で強い馬を育成する）である谷水がいなければ成し遂げられず、戸山は必要に迫られて始めた事だから、天才的に早い馬がどんどん厩舎に入っていたらハードトレーニングなど考えなかったと回顧している。その後は懇意にしていたカントリー牧場の低迷もあり苦戦していた時期もあったが、1985年栗東トレーニングセンターに坂路コースが完成すると戸山は渡辺栄調教師と共に積極的に活用し、坂路コースの開拓者となった。坂路は坂を駆け上がり、止まり、呼吸を整え、疲れを癒しながら歩いて下る。その戻ってくる間がちょうど良いインターバルになる。しかも、スピードが出ない上に、コーナーが無くウッドチップ（木くず）が敷き詰められている為、馬の脚部にかかる負担を軽減しつつ筋肉を付けるトレーニングを行うことができたからである。現在の坂路での競走馬鍛練のノウハウについても、開設当初から戸山が幾度となく繰り返した数々の試みが与えた功績は大きかった。

### 調教師人生の集大成・ミホノブルボン
坂路コースを使ったトレーニングにより生み出したのが、1991年に入厩した2歳馬・ミホノブルボンである。ミホノブルボンは血統的にスプリンター（1200m前後のレースが得意な馬）であると見られていたが、戸山は「サラブレッドは全てスプリンター。ステイヤーでも全力で走れるのは500メートルぐらい。騎手がセーブするから3000メートルもつわけで、基本的にはみなスプリンターである。」
「ダービーを獲ろう。菊花賞も夢ではない。時間を惜しむな、極限まで鍛えろ。」と調教助手の安永に言い、「スタミナ面の不安はハードトレーニングによって克服可能である」とし、1日3～4回、多い時で1日5回、坂路コースを走るメニューを課した。
多くの競馬メディアは戸山の取り組みに懐疑的な見方をしていたが、ミホノブルボンは戸山の思惑通り1600mの朝日杯3歳ステークス、2000mの皐月賞、2400mの東京優駿（日本ダービー）と、適性外であるはずの距離のGIレースを次々と制覇。ついには無敗のままクラシック三冠をかけて3000mの菊花賞に出走した。世間一般では「マラソンの様な3000mは無理」と考えられていたが、「3000mは陸上で例えれば400m」と考えていた戸山にとっては、この程度の距離延長は大した問題では無かった。
ミホノブルボンは逃げ馬（先頭に立ってレースを進める馬）であったが、菊花賞にはキョウエイボーガンという逃げ馬も出走していたため、楽に先頭に立つことができない可能性があった。戸山はレース前、騎手の小島貞博に「キョウエイボーガンが競りかけてこようとも最後までペースを落とすな。自分のラップを刻んで、力で押し切れ」と指示していたが、レースではトライアルである前走京都新聞杯で先頭を奪えなかったキョウエイボーガンが、暴走気味の速いペースで先頭に立ったため、小島は先頭を譲ってレースを進めた。ミホノブルボンには他の馬が先頭に立つとエキサイトする癖があったが、この時もエキサイトしてしまい、結果はライスシャワーの2着であった。この時の小島の騎乗については「先頭を譲るべきではなかった」「あれ以上速いペースで進んでいたら2着も危なかった」という2つの見解があるが、この戦法は戸山の信念に反する騎乗であった。レース後戸山は「どうしてミホノブルボンを信じることができなかったのだ」と小島を諭したという。なお、ミホノブルボンは菊花賞の後筋肉痛、さらには骨折を発症して長期休養に入り復帰することなく引退した。

### 死去
菊花賞の当時戸山は食道癌を患っており、レース後しばらくして入院した。病床で執筆したのが「鍛えて最強馬を作る - ミホノブルボンはなぜ名馬になれたのか」である。ミホノブルボンや調教論について触れるだけでなく自伝的色彩が強い本であったため、執筆当時戸山はすでに死を覚悟していたといわれる。1993年5月29日、戸山は死去した。「鍛えて最強馬を作る - ミホノブルボンはなぜ名馬になれたのか」は戸山の死から1ヵ月後の1993年6月に出版され、JRA賞馬事文化賞を受賞した。戸山の死後、ミホノブルボンは再びレースを走ることなく引退した。
しかし戸山の管理馬であったレガシーワールドが1993年のジャパンカップを制覇するなどして活躍した。

## エピソード
- 坂口正二調教師には我が子同然に育てられ、坂口の子供達は戸山に食事や身の回りの世話してもらい成人後も「戸山の兄ちゃん」と慕った。これに対し戸山自身は「兄ちゃんと呼ばれる程の事はしていないがこういう子がおられるというのは、師匠が立派だったから。」と師匠を賞賛した[23][24]。
- 戸山側は所属時に乗せてくれなかったことを、坂口は十分乗せてやれなかったことを気にしており、厩舎開業当初は距離を置いた時期があった。後に弟子を持ってみて師匠の労苦に気づいた戸山は詫びに赴き、かつてより深い仲となった[25]。
- 騎手時代に騎乗機会の少なさに涙で枕を濡らした経験から、馬主に対して預託馬の鞍上には自厩舎の所属騎手しか乗せないことを伝え、どんなに強い馬であっても有力騎手に騎乗を依頼することはなかった[26][27]。
- 愛妻家でレースで勝ち得た賞状や勲章は自分がではなく苦楽を共にした戸山の妻が獲得したものだと語る[27]。
- 「所属するみんなの事に気を遣い、厩舎がここまで大家族になって離れていく人が居ないのも大部分は家内のおかげであり、私や家内の心を理解してくれた人達のおかけである。」と感謝している[28]。海外旅行のバス中で何かの拍子に妻の靴が脱げてしまい、それを取ろうとした戸山の方が急停車か急カーブで転び、胸を打って肋骨にヒビが入ったことがある[29]。
- 若さやよく喋ることを推されて社団法人日本調教師会の理事に就任。競馬サークルの大反対を受けながらも、調教師定年制度導入に尽力した。[30]すでに調教師の免許を持っている人も「毎年筆記試験を受けるべきだ。駄目な人は落ちていけばいい」という提案もしていたがこちらは未採用となった[31]。
- 谷水の馬ばかり預かっては主従関係ができて対等に意見を交わせなくなることを危惧して、谷水の所有馬であるタニノムーティエとタニノチカラの預託先に島崎宏を紹介した[15]。
- 管理馬のオキワカ(ワカテンザンとワカオライデンの母)は権利を吉田牧場と小塚美近で半分ずつ持っていたが、共同所有は禍根を残す思った戸山の提案で、吉田牧場はワカテンザンを無償で小塚に譲り、小塚はオキワカの半分の権利を吉田牧場に返すよう助言した[32]。
- 調教などについて、入厩時の競走馬は人間でいえば高校生くらいだから英才教育という点では遅く、やらないよりまし、高校生からでも伸ばすのが厩舎の仕事と述べている。強い馬の生産には牧場に居る母馬のウォーキングマシン等を使用してでも運動時間を多くしたり、幼駒に栄養のあるものを食べさせた方が良いと提案して応じてくれた牧場の生産馬は預かるのが筋と考え、そういった付き合いからフジヤマケンザンやレガシーワールドを預かることとなった[33]。
- 小島貞弘の娘の久子は戸山宛てのファックスで自身の名を「戸山久子」と書くほど慕っていた[34]。
- 戸山と同じことをしても目立たず敵も無く、紳士的で寡黙な渡辺栄は、調教師になる前からの付き合いで調教法や厩舎のあり方など考えが近く、調教師会の理事として内外への忌憚の無い発言で敵が多い戸山の戦友だった[35]。
- 普段は大人しく従順だがゲートインが苦手で3度の警告により三か月間出場停止処分を受けたナチノパーソに対して、戸山が乗ってゲート入りの練習をしている時に他馬が近づき、ナチノパーソの脈拍がすごい勢いで上がり、他馬を怖がっていることが判明し、他馬を怖がらなくてもいいことを教えた[36]。
- (過酷なスパルタ調教への批判について)「私達は競馬のプロである。戦いの世界というのは、いつの時代も「一将功なって万骨枯れる」なのである。なんでもかんでも「可哀そう」と言っていては将は生まれない。戦争に勝つには、コマンドの死を覚悟しなければならない。大切なパートナーだ、生き物だ、機械ではないという思いが一方にありながら、潰れていく馬のあることはやはり辛い。やはりそこに愛情がなければやっていけないのである。泣いて馬謖を斬るという言葉がここで適切かどうかは分からないが、泣きながらも、あえてしなければならないこともある。」[37]
- ぶしつけな質問をした新米の記者に対して、小学生を教え諭すように優しく話した[38]。
- 戸山が初めて手術をする前日、坂口正大は見舞いに訪れた。パジャマ姿で病院の階段を駆けまわっている戸山を目撃して何をしているのか尋ねると「体力をつけておかなくてはいかんから」と真面目な顔で返答した[39]。
- 厩舎の馬が出走する時は調教師か代理が立ち会うのが義務だが、戸山は手術から復帰して間もなく競馬場にきていた。小林稔が話かけると「(福島か新潟の)翌日の裏開催のレースの立ち合いに行く」と言い、「復帰したばかりで君が行く事は無い。代理を出せばいい。」と小林が言うと、戸山は「いや、義務だから」と本当に行った[40]。

## 評価
戸山のハードトレーニングで調教された競走馬は結果を残すことが多くなるメリットがあるものの、その一方で故障発生数も多くなると言うデメリットもあった。実際に戸山厩舎の競走馬の故障発生数は非常に多い部類に入り、これについては戸山厩舎で調教助手をしていた森秀行が「坂路調教などのトレーニングはハードであったが調教前の運動や調教後のクーリングダウンをしっかりしていたかと言うと決してそんなことはなかった。その前後の運動がしっかりされていなかったのが（戸山厩舎の）故障発生率の多さに現れていた」と自著で語った。

## 成績

### 騎手時代
通算成績1254戦122勝

### 調教師時代
通算成績6170戦695勝、重賞28勝

#### 管理馬重賞勝利
- アトラス（1967年北九州記念 1968年金杯（西）・小倉大賞典）
- タニノハローモア（1968年東京優駿・朝日チャレンジカップ・京都杯 1969年中京記念）
- タニノモスボロー（1970年京都4歳特別）
- ダイゴハマイサミ（1971年阪神障害S（春））
- ラブリトウショウ（1977年北海道3歳S 1978年シンザン記念）
- フラストメア（1978年京都大障害（秋））
- ワカテンザン（1982年きさらぎ賞）
- グレートエコー（1982年京都大障害（秋）・阪神障害S（秋））
- キタヤマザクラ（1984年シンザン記念・京都4歳特別）
- グァッシュアウト（1984年阪急杯）
- ワカオライデン（1985年朝日チャレンジカップ）
- タニノターゲット（1988年ラジオたんぱ杯3歳牝馬S）
- ユートジェーン（1991年新潟3歳S）
- ミホノブルボン（1991年朝日杯3歳S 1992年スプリングS・皐月賞・東京優駿・京都新聞杯）
- フジヤマケンザン（1992年中日新聞杯）
- タニノボレロ（1992年新潟記念）
- レガシーワールド（1992年セントライト記念 1993年ジャパンカップ[注釈 1]）

#### 受賞歴
- 最多賞金獲得調教師（1992年）
- 優秀調教師賞（関西）（1992年）
- 調教技術賞（関西）（1982年）
- JRA賞馬事文化賞（1993年）

## 主な厩舎所属者
※太字は門下生。括弧内は厩舎所属期間と所属中の職分。
- 鶴留明雄（1965年-1977年 騎手）
- 武邦彦（1967年-1970年 騎手）
- 武永祥（1968年-1970年 騎手）
- 田口光雄（1968年-1970年 騎手）
- 小島貞博（1971年-1993年 騎手）
- 小谷内秀夫（1975年-1992年 騎手）
- 坪憲章（1975年-1983年 厩務員、調教助手）
- 森秀行（1981年-1993年 厩務員、調教助手）